# هجاء نبو نيد
قصيدة المقطع الشعري النابونية (أيضًا قصيدة شعرية ، هجائية) هي نص مسماري نُشر لأول مرة من قبل سميث Sydney Smith في عام 1924، وهو منشور موجه ضد نابونيد آخر ملوك الإمبراطورية البابلية الحديثة. دون بعد العام 539 قبل الميلاد، كتبه كهنة مردوخ في سياق سقوط بابل وسقوط نبونيد. في هذا النقش، يُتهم الملك البابلي بالجنون والتجديف وإهمال الشعائر الدينية . في نظر الكهنوت، كانت مسألة وقت فقط قبل أن ينتقم مردوخ من نبو نيد. يُعزى إعلاء سين ليثير الإله الرئيسي إلى مرض نابونيد العقلي، الأمر الذي أدى به أيضًا إلى البقاء في واحة تيما.

## أدبيات
- Ancient near Eastern texts (Reprint). Pro Quest. 1969. ISBN:0-691-03503-2. Pro Quest، 2005، ISBN 0-691-03503-2 .
- The cuneiform texts (Übersetzungen von James B. Pritchard’s Ancient near Eastern texts).
- Babylonian Historical Texts to the Capture and downfall of Babylon (Reprint). Hildesheim: Verlag Olms. ISBN:3-487-05615-1. Verlag Olms، Hildesheim 1975، ISBN 3-487-05615-1 .

## دليل المواقع
- Jona Lendering: في: Livius.org (الإنجليزية)

## هوامش
1. ↑  في عهد دارا الأول، حاول في العام 522 ق.م نبوخذ نصر الثالث و في العام 521 ق.م نبوخذ نصر الرابع استعادة عرش بابل